# Адене ле Руа
Адене (фр. Adenet) — старофранцузский поэт XIII века. Адене получил у современников прозвище ле Руа (фр. le Roi — король), что подразумевало «король трубадуров».
Адене ле Руа родился в Брабанте и жил при дворе герцога Генриха III Брабантского (1248—61) и графа фландрского Гвидо де Дампиера, которого сопровождал в его походе в Италию в 1269, пользовался также покровительством королевы Марии Французской, Бланки Кастильской и дочери Людовика IX Святого.
Адене ле Руа, расцвет деятельности которого относится ко второй половине XIII века, известен нам, как автор трёх поэм из легенд о Карле Великом: «Berte aux grans piés» (парижское издание, 1832 и 1836, Шелера, — Брюссель, 1874), «Les enfances Ogier» (изд. Шелера, Брюс., 1874) и «Bueves de Commarchis» (изд. Шелера, Брюс., 1874), написанных александрийскими стихами, а также придворного рыцарского романа «Cleomades», в которых он является искусным рассказчиком распространенных легенд и из которых три первые поэмы представляют последнюю попытку внушить придворному классу интерес к французскому национальному эпосу. «Cleomades» имел большой успех до середины XV века. В романе 19 тысяч восьмистрочных стихов, которые повествуют о разных чудесах. На создание этого произведения автора вдохновили легенды «Тысячи и одной ночи».